# ロス・アルカリソス
ロス・アルカリソス（スペイン語：Los Alcarrizos）は、ドミニカ共和国の都市。首都サントドミンゴ都市圏（ドミニカ共和国国家地区）内に位置している。2021年の人口は約31万人で、国内3位。

## 人口
- 2002年10月18日：16万6930人
- 2010年12月1日：24万5269人[3]
- 2012年：26万3861人
- 2021年：約31万人[4][信頼性要検証]